# Ligue majeure de baseball 2007
Navigation
2006 2008
La Ligue majeure de baseball 2007 est la 107e saison depuis le rapprochement entre la Ligue américaine et la Ligue nationale. Le coup d'envoi de la saison a été donné le 1er avril avec en match d'ouverture un choc entre les St. Louis Cardinals, champions en titre, et les New York Mets, remporté par les Mets 6-1. La saison s'est terminée le 28 octobre avec le sacre des Red Sox de Boston face aux Rockies du Colorado lors de la Série mondiale. Les Red Sox remportent le septième titre de l'histoire de la franchise et le deuxième après le trophée de 2004.
La saison 2007 marque le 60e anniversaire des débuts de Jackie Robinson en Ligue majeure. Cet évènement fut célébré à l'occasion du Jackie Robinson Day, le 15 avril. De nombreux joueurs ont porté le numéro 42 de Robinson sur leur uniforme pour rendre hommage au premier joueur afro-américain ayant joué en Ligue majeure depuis l'instauration d'une ségrégation raciale au début du XXe siècle.

## Classement de la saison régulière
Légende : V : victoires, D : défaites, % : pourcentage de victoires, GB : games behind ou retard (en matchs) sur la première place.

### Ligue américaine

#### Division Est
|                         | V  | D  | %     | GB   |
| ----------------------- | -- | -- | ----- | ---- |
| Red Sox de Boston       | 96 | 66 | 0.593 | --   |
| Yankees de New York     | 94 | 68 | 0.580 | 2.0  |
| Blue Jays de Toronto    | 83 | 79 | 0.512 | 13.0 |
| Orioles de Baltimore    | 69 | 93 | 0.426 | 27.0 |
| Devil Rays de Tampa Bay | 66 | 96 | 0.407 | 30.0 |

Les Red Sox de Boston ont remporté le titre de Division le 28 septembre après une victoire sur les Twins du Minnesota. Le dernier titre de division des Red Sox remontait à 1995.
Les Yankees de New York sont qualifiés pour les séries éliminatoires en tant que meilleur deuxième de la Ligue américaine. C'est la 13e qualification consécutive pour les Yankees.

#### Division Centrale
|                       | V  | D  | %     | GB   |
| --------------------- | -- | -- | ----- | ---- |
| Indians de Cleveland  | 96 | 66 | 0.593 | --   |
| Tigers de Detroit     | 88 | 74 | 0.543 | 8.0  |
| Twins du Minnesota    | 79 | 83 | 0.488 | 17.0 |
| White Sox de Chicago  | 72 | 90 | 0.444 | 24.0 |
| Royals de Kansas City | 69 | 93 | 0.426 | 27.0 |

Les Indians ont remporté le titre de Division le 23 septembre après une victoire sur les Athletics d'Oakland.

#### Division Ouest
|                                 | V  | D  | %     | GB   |
| ------------------------------- | -- | -- | ----- | ---- |
| Angels de Los Angeles d'Anaheim | 94 | 68 | 0.580 | --   |
| Mariners de Seattle             | 88 | 74 | 0.543 | 6.0  |
| Athletics d'Oakland             | 76 | 86 | 0.469 | 18.0 |
| Rangers du Texas                | 75 | 87 | 0.463 | 19.0 |

Les Angels ont remporté le titre de Division le 23 septembre après une victoire sur les Mariners de Seattle.

### Ligue nationale

#### Division Est
|                          | V  | D  | %     | GB   |
| ------------------------ | -- | -- | ----- | ---- |
| Phillies de Philadelphie | 89 | 73 | 0.549 | --   |
| Mets de New York         | 88 | 74 | 0.543 | 1.0  |
| Braves d'Atlanta         | 84 | 78 | 0.519 | 5.0  |
| Nationals de Washington  | 73 | 89 | 0.451 | 16.0 |
| Marlins de la Floride    | 71 | 91 | 0.438 | 18.0 |

Les Phillies ont remporté le titre de Division le 30 septembre après une victoire sur les Nationals lors du dernier match de la saison. Les Mets qui avaient été premiers de la Division jusqu'au 27 septembre, ne se qualifient pas pour les séries éliminatoires.

#### Division Centrale
|                        | V  | D  | %     | GB   |
| ---------------------- | -- | -- | ----- | ---- |
| Cubs de Chicago        | 85 | 77 | 0.525 | --   |
| Brewers de Milwaukee   | 83 | 79 | 0.512 | 2.0  |
| Cardinals de St. Louis | 78 | 84 | 0.481 | 7.0  |
| Astros de Houston      | 73 | 89 | 0.451 | 12.0 |
| Reds de Cincinnati     | 72 | 90 | 0.444 | 13.0 |
| Pirates de Pittsburgh  | 68 | 94 | 0.420 | 17.0 |

Les Cubs de Chicago ont remporté le titre de Division le 23 septembre après une victoire sur les  Reds de Cincinnati.

#### Division Ouest
|                           | V  | D  | %     | GB   |
| ------------------------- | -- | -- | ----- | ---- |
| Diamondbacks de l'Arizona | 90 | 72 | 0.556 | --   |
| Rockies du Colorado       | 90 | 73 | 0.552 | 0.5  |
| Padres de San Diego       | 89 | 74 | 0.546 | 1.5  |
| Dodgers de Los Angeles    | 82 | 80 | 0.506 | 8.0  |
| Giants de San Francisco   | 71 | 91 | 0.438 | 19.0 |

Les Diamondbacks ont remporté le titre de Division le 29 septembre grâce à une victoire face aux Rockies et à la défaite des Padres le même jour.
Les Padres et les Rockies ont joué un match de barrage le 1er octobre pour déterminer le meilleur deuxième de la Ligue nationale. Les Rockies se sont qualifiés après une victoire 9-8 en 13 manches. C'est la deuxième apparition de la franchise du Colorado en séries éliminatoires depuis 1995.

## Séries éliminatoires
|  | Séries de divisions | Séries de divisions | Séries de divisions | Séries de divisions |   |              | Séries de championnat | Séries de championnat | Séries de championnat | Séries de championnat |  |  | Série mondiale | Série mondiale | Série mondiale | Série mondiale |
|  |                     |                     |                     |                     |   |              |                       |                       |                       |                       |  |  |                |                |                |                |
|  |                     |                     |                     |                     |   |              |                       |                       |                       |                       |  |  |                |                |                |                |
|  |                     |                     |                     |                     |   |              |                       |                       |                       |                       |  |  |                |                |                |                |
|  | 1                   | Red Sox             | 3                   | 3                   |   |              |                       |                       |                       |                       |  |  |                |                |                |                |
|  | 1                   | Red Sox             | 3                   | 3                   |   |              |                       |                       |                       |                       |  |  |                |                |                |                |
|  | 3                   | Angels              | 0                   | 0                   |   |              |                       |                       |                       |                       |  |  |                |                |                |                |
|  | 3                   | Angels              | 0                   | 0                   | 1 | Red Sox      | 4                     | 4                     |                       |                       |  |  |                |                |                |                |
|  | Ligue américaine    |                     |                     |                     | 1 | Red Sox      | 4                     | 4                     |                       |                       |  |  |                |                |                |                |
|  |                     |                     | 2                   | Indians             | 3 | 3            |                       |                       |                       |                       |  |  |                |                |                |                |
|  | 2                   | Indians             | 2                   | Indians             | 3 | 3            | 3                     | 3                     |                       |                       |  |  |                |                |                |                |
|  | 2                   | Indians             |                     |                     |   |              |                       | 3                     |                       |                       |  |  |                |                |                |                |
|  | 4                   | Yankees             | 1                   | 1                   |   |              |                       |                       |                       |                       |  |  |                |                |                |                |
|  | 4                   | Yankees             | 1                   | 1                   | 1 | Red Sox      | 4                     | 4                     |                       |                       |  |  |                |                |                |                |
|  |                     |                     |                     |                     | 1 | Red Sox      | 4                     | 4                     |                       |                       |  |  |                |                |                |                |
|  |                     |                     | 4                   | Rockies             | 0 | 0            |                       |                       |                       |                       |  |  |                |                |                |                |
|  | 1                   | Diamondbacks        | 4                   | Rockies             | 0 | 0            | 3                     | 3                     |                       |                       |  |  |                |                |                |                |
|  | 1                   | Diamondbacks        |                     |                     |   |              |                       |                       |                       |                       |  |  |                |                |                |                |
|  | 3                   | Cubs                | 0                   | 0                   |   |              |                       |                       |                       |                       |  |  |                |                |                |                |
|  | 3                   | Cubs                | 0                   | 0                   | 1 | Diamondbacks | 0                     | 0                     |                       |                       |  |  |                |                |                |                |
|  | Ligue nationale     |                     |                     |                     | 1 | Diamondbacks | 0                     | 0                     |                       |                       |  |  |                |                |                |                |
|  |                     |                     | 4                   | Rockies             | 4 | 4            |                       |                       |                       |                       |  |  |                |                |                |                |
|  | 2                   | Phillies            | 4                   | Rockies             | 4 | 4            | 0                     | 0                     |                       |                       |  |  |                |                |                |                |
|  | 2                   | Phillies            |                     |                     |   |              |                       | 0                     |                       |                       |  |  |                |                |                |                |
|  | 4                   | Rockies             | 3                   | 3                   |   |              |                       |                       |                       |                       |  |  |                |                |                |                |
|  | 4                   | Rockies             | 3                   | 3                   |   |              |                       |                       |                       |                       |  |  |                |                |                |                |
|  |                     |                     |                     |                     |   |              |                       |                       |                       |                       |  |  |                |                |                |                |

### Séries de divisions
Les séries de divisions constituent le premier tour des playoffs de la Ligue majeure de baseball. Les trois vainqueurs des divisions et le meilleur deuxième de chaque ligue sont qualifiés pour des séries au meilleur des cinq rencontres. Les séries sont programmées du 3 au 10 octobre 2007. Les vainqueurs des séries pour chaque ligue se rencontreront lors des séries de ligues du 11 au 21 octobre.

#### Red Sox de Boston - Angels d'Anaheim
Même si les Red Sox et les Indians ont terminé la saison régulière avec le même bilan (96 victoires et 66 défaites), les Red Sox sont tête de série numéro 1 grâce à leurs cinq victoires (pour deux défaites) contre les Indians en saison régulière. Les Red Sox avaient le choix de commencer leur série le 3 ou le 4 octobre, une première dans l'histoire de la Ligue majeure. Comme le meilleur deuxième appartient à la même division que la tête de série numéro 1, les Red Sox joueront contre les Angels, tête de série numéro 3.
| Match | Date      | Recevant          | Visiteur          | Score |
| ----- | --------- | ----------------- | ----------------- | ----- |
| 1     | 3 octobre | Red Sox de Boston | Angels d'Anaheim  | 4 - 0 |
| 2     | 5 octobre | Red Sox de Boston | Angels d'Anaheim  | 6 - 3 |
| 3     | 7 octobre | Angels d'Anaheim  | Red Sox de Boston | 1 - 9 |

#### Indians de Cleveland - Yankees de New York
| Match | Date      | Recevant             | Visiteur             | Score  |
| ----- | --------- | -------------------- | -------------------- | ------ |
| 1     | 4 octobre | Indians de Cleveland | Yankees de New York  | 12 - 3 |
| 2     | 5 octobre | Indians de Cleveland | Yankees de New York  | 2 - 1  |
| 3     | 7 octobre | Yankees de New York  | Indians de Cleveland | 8 - 4  |
| 4     | 8 octobre | Yankees de New York  | Indians de Cleveland | 4 - 6  |

#### Diamondbacks de l'Arizona - Cubs de Chicago
| Match | Date      | Recevant                  | Visiteur                  | Score |
| ----- | --------- | ------------------------- | ------------------------- | ----- |
| 1     | 3 octobre | Diamondbacks de l'Arizona | Cubs de Chicago           | 3 - 1 |
| 2     | 4 octobre | Diamondbacks de l'Arizona | Cubs de Chicago           | 8 - 4 |
| 3     | 6 octobre | Cubs de Chicago           | Diamondbacks de l'Arizona | 1 - 5 |

#### Phillies de Philadelphie - Rockies du Colorado
| Match | Date      | Recevant                 | Visiteur                 | Score  |
| ----- | --------- | ------------------------ | ------------------------ | ------ |
| 1     | 3 octobre | Phillies de Philadelphie | Rockies du Colorado      | 2 - 4  |
| 2     | 4 octobre | Phillies de Philadelphie | Rockies du Colorado      | 5 - 10 |
| 3     | 6 octobre | Rockies du Colorado      | Phillies de Philadelphie | 2 - 1  |

### Séries de ligues

#### Red Sox de Boston - Indians de Cleveland
| Match | Date       | Recevant             | Visiteur             | Score          |
| ----- | ---------- | -------------------- | -------------------- | -------------- |
| 1     | 12 octobre | Red Sox de Boston    | Indians de Cleveland | 10 - 3         |
| 2     | 13 octobre | Red Sox de Boston    | Indians de Cleveland | 6 - 13 (11 m.) |
| 3     | 15 octobre | Indians de Cleveland | Red Sox de Boston    | 4 - 2          |
| 4     | 16 octobre | Indians de Cleveland | Red Sox de Boston    | 7 - 3          |
| 5     | 18 octobre | Indians de Cleveland | Red Sox de Boston    | 1 - 7          |
| 6     | 20 octobre | Red Sox de Boston    | Indians de Cleveland | 12 - 2         |
| 7     | 21 octobre | Red Sox de Boston    | Indians de Cleveland | 11 - 2         |

Les Red Sox remportent leur 12e titre de Ligue américaine après avoir remporté les trois derniers matchs de la série, comme en 1986 et 2004. Josh Beckett, le lanceur partant des Red Sox, est élu Meilleur joueur de la série avec un bilan de deux victoires en deux départs (matchs 1 et 5) .

#### Diamondbacks de l'Arizona - Rockies du Colorado
| Match | Date       | Recevant                  | Visiteur                  | Score         |
| ----- | ---------- | ------------------------- | ------------------------- | ------------- |
| 1     | 11 octobre | Diamondbacks de l'Arizona | Rockies du Colorado       | 1 - 5         |
| 2     | 12 octobre | Diamondbacks de l'Arizona | Rockies du Colorado       | 2 - 3 (11 m.) |
| 3     | 14 octobre | Rockies du Colorado       | Diamondbacks de l'Arizona | 4 - 1         |
| 4     | 15 octobre | Rockies du Colorado       | Diamondbacks de l'Arizona | 6 - 4         |

Les Rockies se qualifient pour la série mondiale pour la première fois de l'histoire de la franchise. Avec un bilan de 7 victoires sans défaite en séries éliminatoires, ils égalisent la performance des Reds de Cincinnati de 1976 qui avaient remportés le titre sans subir de défaite en sept rencontres. Au 15 octobre, les Rockies sont sur une série de 21 victoires sur les 22 dernières rencontres. Matt Holliday est élu Meilleur joueur de la série grâce notamment à un coup de circuit pour 3 points lors du match 4.

### Série mondiale
| Match | Date       | Recevant            | Visiteur            | Score  |
| ----- | ---------- | ------------------- | ------------------- | ------ |
| 1     | 24 octobre | Red Sox de Boston   | Rockies du Colorado | 13 - 1 |
| 2     | 25 octobre | Red Sox de Boston   | Rockies du Colorado | 2 - 1  |
| 3     | 27 octobre | Rockies du Colorado | Red Sox de Boston   | 5 - 10 |
| 4     | 28 octobre | Rockies du Colorado | Red Sox de Boston   | 3 - 4  |

Les Red Sox de Boston remportent le 7e titre de leur histoire et deviennent la première équipe à décrocher deux titres au XXIe siècle après leur succès en 2004. Mike Lowell est élu Meilleur joueur de la série avec une moyenne au bâton de 0,400, 6 points marqués et 4 points produits.

## Managers

### Ligue américaine
| Équipe                  | Manager        | Commentaires |
| ----------------------- | -------------- | --- |
| Orioles de Baltimore    | Dave Trembley  | Sam Perlozzo a été licencié le 18 juin. Trembley a signé une prolongation de contrat pour la saison 2008.                         |
| Red Sox de Boston       | Terry Francona | |
| White Sox de Chicago    | Ozzie Guillen  | |
| Indians de Cleveland    | Eric Wedge     | |
| Tigers de Detroit       | Jim Leyland    | |
| Royals de Kansas City   | Buddy Bell     | Démissionnaire à la fin de la saison 2007. Remplacé par Trey Hillman pour la saison 2008                                          |
| Angles de Los Angeles   | Mike Scioscia  | |
| Twins du Minnesota      | Ron Gardenhire | |
| Yankees de New York     | Joe Torre      | Torre a refusé un contrat avec les Yankees pour la saison 2008. Il s'est engagé avec les Dodgers pour 3 ans le 1er novembre 2007. |
| Athletics d'Oakland     | Bob Geren      | |
| Mariners de Seattle     | John McLaren   | Mike Hargrove a démissionné le 1er juillet. McLaren reviendra pour la saison 2008.                                                |
| Devil Rays de Tampa Bay | Joe Maddon     | |
| Rangers du Texas        | Ron Washington | |
| Blue Jays de Toronto    | John Gibbons   | |

### Ligue nationale
| Équipe                    | Manager         | Commentaires |
| ------------------------- | --------------- | --- |
| Diamondbacks de l'Arizona | Bob Melvin      | |
| Braves d'Atlanta          | Bobby Cox       | |
| Cubs de Chicago           | Lou Piniella    | |
| Reds de Cincinnati        | Pete Mackanin   | Jerry Narron a été licencié le 1er juillet. |
| Rockies du Colorado       | Clint Hurdle    | |
| Marlins de la Floride     | Fredi González  | |
| Astros de Houston         | Cecil Cooper    | Phil Garner a été licencié le 27 août. Cooper reviendra pour la saison 2008.                                                                    |
| Dodgers de Los Angeles    | Grady Little    | Little a démissionné à la fin de la saison 2007 alors qu'il lui restait une année de contrat.Il est remplacé par Joe Torre pour la saison 2008. |
| Brewers de Milwaukee      | Ned Yost        | |
| Mets de New York          | Willie Randolph | |
| Phillies de Philadelphie  | Charlie Manuel  | |
| Pirates de Pittsburgh     | Jim Tracy       | Tracy a été licencié après la fin de la saison. Il est remplacé par John Russell pour la saison 2008                                            |
| Cardinals de Saint-Louis  | Tony La Russa   | La Russa a signé une prolongation de contrat de 2 ans le 22 octobre 2007                                                                        |
| Padres de San Diego       | Bud Black       | |
| Giants de San Francisco   | Bruce Bochy     | |
| Nationals de Washington   | Manny Acta      | |

## Match des étoiles
Le match s'est tenu le 10 juillet 2007 au AT&T Park, antre des San Francisco Giants. C'est la troisième fois que San Francisco recevait le match des étoiles. Le AT&T Park étant un stade de la Ligue nationale, la partie s'est disputée sans frappeur désigné.
L'équipe de Ligue américaine a remporté sa dixième victoire consécutive (sans compter le match nul de 2002) sur le score de 5 à 4. D'après les termes de l'accord signé en 2006 entre la MLB et le syndicat des joueurs, la franchise qui remportera le titre de Ligue américaine aura l'avantage du terrain pour la série mondiale 2007.
Ichirō Suzuki a été nommé Meilleur joueur du match après avoir réussi un coup de circuit sur frappe intérieure, une première dans l'histoire du match des étoiles.

## Faits marquants

### Statistiques en carrière
- 24 mai : John Smoltz, lanceur des Braves d'Atlanta, obtient sa 200e victoire face aux Mets de New York.
- 31 mai : Roy Halladay, lanceur des Blue Jays de Toronto, obtient sa 100e victoire face aux White Sox de Chicago.
- 6 juin : Trevor Hoffman, stoppeur des Padres de San Diego, est le premier joueur de Ligue majeure à être crédité de 500 sauvetages face aux Dodgers de Los Angeles.
- 10 juin : Mark Buehrle, lanceur des White Sox de Chicago, obtient sa 100e victoire face aux Astros de Houston.
- 20 juin : Sammy Sosa, champ droit des Rangers du Texas, frappe son 600e coup de circuit face aux Cubs de Chicago. Il est le 5e joueur de l'histoire de la Ligue majeure à frapper 600 circuits et le deuxième à frapper son 600e circuit face à son ancien club (après Barry Bonds en 2002 face aux Pirates de Pittsburgh).
- 27 juin : Ryan Howard, joueur de premier but des Phillies de Philadelphie, frappe son 100e circuit face aux Reds de Cincinnati lors de 325e match en carrière. Il devient le joueur le plus rapide à franchir ce palier, devant Ralph Kiner qui avait frappé son 100e home run lors de son 385e match.
- 28 juin : Frank Thomas, frappeur désigné des Blue Jays de Toronto, frappe son 500e home run face aux Twins du Minnesota.
- 28 juin : Craig Biggio, joueur de deuxième but des Astros de Houston, obtient son 3000e coup sûr face aux Rockies du Colorado au Minute Maid Park de Houston. Il devient le 27e joueur de Ligue majeure à franchir ce palier, et seulement le 9e à réaliser cet exploit pour la même équipe.
- 2 juillet : Roger Clemens, lanceur des Yankees de New York, obtient sa 350e victoire face aux Twins du Minnesota au Yankee Stadium de New York. Il est le huitième joueur à atteindre ce palier.
- 4 août : Alex Rodriguez, joueur de troisième but des Yankees de New York, frappe son 500e circuit en carrière face aux Royals de Kansas City. Il est le 22e joueur de l'histoire de la Ligue majeure à atteindre ce palier. À 32 ans et 8 jours, il est le plus jeune joueur à atteindre ce cap[14].
- 4 août : Barry Bonds, champ gauche des Giants de San Francisco, frappe son 755e circuit en carrière face aux Padres de San Diego, égalant le record de Hank Aaron établit en 1976. C'est aussi son 87e circuit face aux Padres, l'équipe contre laquelle il en a frappé le plus[15].
- 5 août : Tom Glavine, lanceur des Mets de New York, obtient sa 300e victoire face aux Cubs de Chicago. Il est le 23e lanceur de Ligue Majeure à remporter 300 victoires en carrière.
- 24 août : Greg Maddux, lanceur des Padres de San Diego, devient le premier lanceur de Ligue majeure à remporter au moins 10 victoires lors de 20 saisons consécutives. Il obtient sa 10e victoire de la saison face aux Phillies de Philadelphie lors de son 700e départ en carrière.
- 3 septembre : Pedro Martinez, lanceur des Mets de New York, retire son 3000e frappeur sur prises lors de son retour en compétition contre les Reds de Cincinnati après une année d'absence pour blessure.
- 16 septembre : Jim Thome, frappeur désigné des White Sox de Chicago, frappe son 500e home run en carrière face aux Angels de Los Angeles d'Anaheim. Il est le 23e joueur de Ligue majeure à atteindre ce palier.
- 16 septembre : Todd Jones, stoppeur des Tigers de Detroit, devient le 21e lanceur avec au moins 300 sauvetages face aux Twins du Minnesota.
- 19 septembre : Andy Pettitte, lanceur des Yankees de New York, obtient sa 200e victoire en carrière face aux Orioles de Baltimore.

### Franchises
- 3 juin : Les Cubs de Chicago remporte leur 10000e victoire face aux Braves d'Atlanta au Wrigley Field de Chicago. C'est la deuxième franchise à atteindre ce palier après les Giants de San Francisco. Ce total tient compte des 77 victoires obtenues lors des trois saisons des Cubs dans l'Association nationale en 1871, 1874 et 1875. Cependant, ces victoires ne sont pas comptabilisées officiellement par la Ligue majeure et la franchise a commencé la saison avec 9 900 victoires "officielles".
- 15 juillet : les Phillies de Philadelphie subissent leur 10000e défaite face aux Cardinals de Saint-Louis au Citizens Bank Park de Philadelphie. C'est la première franchise du sport professionnel américain à franchir ce palier.

### No-hitters
- 18 avril : Mark Buehrle (White Sox de Chicago) lance un no-hitter face aux Rangers du Texas[16]. Sammy Sosa est le seul coureur ayant atteint un but après un but sur balle. Buehrle a retiré huit frappeurs sur prises et a accumulé seulement 106 lancers. Le dernier no-hitter d'un lanceur des White Sox datait du 11 août 1991 (Wilson Alvarez face aux Orioles de Baltimore). Le dernier no-hitter en Ligue majeure datait du 6 septembre 2006 (Anibal Sanchez des Marlins de la Floride face aux Diamondbacks de l'Arizona)
- 12 juin : Justin Verlander (Tigers de Detroit) lance un no-hitter lors d'un match interligue face aux Brewers de Milwaukee au Comerica Park de Détroit[17]. Verlander accorde quatre buts sur balles et retire douze frappeurs sur prises (record personnel) en 120 lancers. Le dernier no-hitter d'un lanceur des Tigers datait du 7 avril 1984 (Jack Morris face aux White Sox de Chicago)[18].
- 2 septembre : Clay Buchholz des Red Sox de Boston enregistre un no-hitter contre les Orioles de Baltimore. Il a lancé 115 lancers, dont 73 prises. Il est devenu la première recrue des Red Sox ayant lancé un no-hitter[19].

### Défense
- 29 avril : Troy Tulowitzki, arrêt-court des Rockies du Colorado réussi un triple jeu sans aide face aux Braves d'Atlanta au Coors Field de Denver[20]. Tulowitzki est le treizième joueur de Ligue majeure à accomplir ce fait.

### Frappeurs
- 22 avril : Manny Ramirez, J.D. Drew, Mike Lowell et Jason Varitek des Red Sox de Boston frappent 4 circuits consécutivement face aux Yankees de New York[21]. C'est la cinquième fois qu'une équipe réalise cette performance.
- 18 juin : Chone Figgins, joueur de troisième but des Angels de Los Angeles, frappe 6 coups sûrs en autant de présences au bâton face aux Astros de Houston[22]. Son dernier coup sûr (un triple) fait rentrer le point victorieux pour son équipe lors de la 9e manche. Il est le deuxième joueur de l'histoire de la franchise à réussir un 6 sur 6 après Garret Anderson (27 septembre 1996).
- 10 juillet : Ichirō Suzuki, champ centre des Mariners de Seattle, frappe le premier circuit sur frappe intérieure de l'histoire du match des étoiles au AT&T Park de San Francisco.
- 21 juillet : Willie Harris, champ gauche des Braves d'Atlanta, frappe 6 coups sûrs en autant de présences au bâton face aux Cardinals de Saint-Louis[23]. Il est le septième joueur de l'histoire de la franchise à réussir un 6 sur 6.

### Managers
- 14 août : Bobby Cox, gérant des Braves d'Atlanta, est expulsé du banc pour la 132e fois en carrière, dépassant John McGraw, le gérant des Giants de New York de 1902 à 1932[24].

## Trophées de fin de saison
- Joueur le plus utile de la Série mondiale : Mike Lowell, Red Sox de Boston, joueur de troisième but
- Meilleur joueur de la Ligue nationale : Jimmy Rollins, Phillies de Philadelphie, arrêt-court[25]
- Meilleur joueur de la Ligue américaine : Alex Rodriguez, Yankees de New York, joueur de troisième but[26]
- Prix Hank Aaron de la Ligue nationale : Prince Fielder, Brewers de Milwaukee, joueur de premier but
- Prix Hank Aaron de la Ligue américaine : Alex Rodriguez, Yankees de New York, joueur de troisième but
- Trophée Cy Young de la Ligue nationale : Jake Peavy, Padres de San Diego[27]
- Trophée Cy Young de la Ligue américaine : C.C. Sabathia, Indians de Cleveland[28]
- Recrue de l'année de la Ligue nationale : Ryan Braun, Brewers de Milwaukee, joueur de troisième but[29]
- Recrue de l'année de la Ligue américaine : Dustin Pedroia, Red Sox de Boston, joueur de deuxième but[30]
- Manager de l'année de la Ligue nationale : Bob Melvin, Diamondbacks de l'Arizona
- Manager de l'année de la Ligue américaine : Eric Wedge, Indians de Cleveland
- Prix Roberto Clemente : Craig Biggio, Astros de Houston